# Тесленко, Павел Агеевич
Па́вел Аге́евич Тесле́нко (28 июля 1908, село Басовка, Харьковская губерния — 12 февраля 1945, Восточная Пруссия) — пулемётчик 5-й стрелковой роты 842-го стрелкового полка 240-й стрелковой дивизии 38-й армии Воронежского фронта, младший сержант. Герой Советского Союза.

## Биография
Родился 28 июля 1908 года в селе Басовка ныне Сумского района Сумской области Украины в семье крестьянина. Украинец. Окончил начальную школу. С 1931 года работал в колхозе. До освобождения родного села от немецко-фашистских захватчиков жил на временно оккупированной территории.
В Красной Армии с марта 1943 года. Участник Великой Отечественной войны с марта 1943 года. Сражался на Воронежском и 1-м Украинском фронтах.
Пулемётчик 5-й стрелковой роты 842-го стрелкового полка младший сержант Павел Тесленко в ночь на 27 сентября 1943 года в числе первых преодолел Днепр в районе села Лютеж Вышгородского района Киевской области Украины, отличился в боях по расширению плацдарма.
Указом Президиума Верховного Совета СССР от 13 ноября 1943 года за мужество и отвагу, проявленные при форсировании Днепра и удержании плацдарма на его правом берегу, младшему сержанту Тесленко Павлу Агеевичу присвоено звание Героя Советского Союза.
Погиб 12 февраля 1945 года в Восточной Пруссии у деревни Тальбах (ныне Bludyny, гмина Орнета, Лидзбаркский повят, Варминьско-Мазурское воеводство, Польша) северо-восточнее город Вормдитт. Похоронен на кладбище деревни Блудыни.
Награждён орденом Ленина, орденом Отечественной войны 2-й степени, медалью «За отвагу».

## Память
Одна из улиц села Басовка переименована в улицу имени П. А. Тесленко, на Доме культуры села установлена мемориальная доска в честь отважного воина. В сельской школе, где учился Павел Тесленко, создан уголок боевой славы, материалы которого рассказывают о боевом подвиге бесстрашного пулемётчика. Пионерская дружина школы носила имя Героя. В городе Сумы, в начале улицы имени Героев Сталинграда, создана аллея Славы, где представлены портреты 39 Героев Советского Союза, чья судьба связана с городом Сумы и Сумским районом, среди которых и портрет Героя Советского Союза П. А. Тесленко.